# Andy Brown (cầu thủ bóng đá, sinh năm 1963)
Andy Brown (sinh ngày 17 tháng 8 năm 1963) là một cầu thủ bóng đá thi đấu ở vị trí hậu vệ. Ông có 1 lần ra sân ở Football League cho Tranmere Rovers trong mùa giải 1982–83.